# Fédération d'échecs de Moldavie
La Fédération d'échecs de Moldavie (en roumain : Federation de Sah a Republicii Moldova) est l'organisme qui a pour but de promouvoir la pratique des échecs en Moldavie.
Affiliée à la Fédération internationale des échecs depuis 1992, la Fédération d'échecs de Moldavie est également membre de l'Association internationale des échecs francophones.